# フザリウム
フザリウム (Fusarium) は、菌類（カビ）の一属である。フザリウムは不完全世代の名称であり、完全世代は種によって異なる。完全世代としては、Nectoria, Gibberella, Calonectria, Hypomycesなどが知られる。
これまで、世界で100種以上が報告されている。さらに、分子遺伝学に基づいた種の再検討が行われており、最終的には500種以上になると考えられている。土壌中や人間の住環境や皮膚常在菌など広範囲に生息している。ほとんどは無害であるが、植物に病気を引き起こす種、人間を含む動物に害となるマイコトキシンを作る種もある。

## 形態
菌糸はよく発達した一定の太さのもので、規則的に隔壁を形成する。寒天培地上では、寒天に潜るか、表面を這って成長し、次第に気中にも伸び出す。はじめはほとんど透明か真っ白のコロニーを作るが、徐々に様々な桃色、紫、薄黄色、赤などの色素を産生する種もある。
分生子形成型はフィアロ型、出芽型である。分生子には古くから、大小二つの型が識別され、大型分生子 (macroconidium)（大分生子、大型分生胞子ともよばれる。以下同様。）と小型分生子 (microconidium) と呼ばれている。大型分生子、小型分生子はフィアロ型に形成される。
大型分生子は形成細胞の先端から押し出されて形成され（フィアロ型）、細長く、多くは両端に向かって曲がった三日月型〜鎌型で、数個の隔壁があって多細胞、典型的には、基部に柄足細胞 (foot cell) と呼ばれる足（つま先と踵）状の突起を持つ。小型分生子も同じように形成されるが、倒棍棒状〜倒卵形〜紡錘形〜洋ナシ形〜レモン型〜球形と多様で、多くは単細胞で、大型分生子よりも小さく、基部は丸い。また、近年、F. avenaceumなど種によっては中型分生子 (mesoconidium) と呼ばれる中間の大きさで出芽型に形成され、基部が裁断状となる分生子も作ることが知られてきた。多くの種が複数の型の分生子を形成する。
野外の植物上では植物組織中に菌糸体を発達させ、分生子は表面に作られる。その際、分生子柄が集合し、まとまって分生子座 (sporodochium) を作ることが知られる。寒天培地上でも類似の構造を作ることがあり、こちらも分生子座と呼ばれることがある。また、寒天の中にも分生子を作ることがよく観察される。
大型分生子、中型分生子、小型分生子の用語法に変え、分生子が形成される部位に対応させて、分生子座性分生子（sporodochial conidium。寒天の表面、内部等に形成。）、気生（中）分生子（aerial conidium。空気中に形成。）を用いるべきことを提唱する研究グループも存在する。

## 完全世代
フザリウムの完全世代は子嚢菌門核菌綱ボタンタケ科アカツブタケ属 (Nectria)、ジベレラ (Gibberella)、Calonectria、Hypomycesが報告されている。アカツブタケは小さな球形の子実体を多数、枯れ木の樹皮上に形成する菌である。ジベレラは紫色の子実体を形成するのが特徴である。
なお、アカツブタケ属の菌のアナモルフ（不完全世代）はフザリウムだけではなく、Cephalosporium、Cylindrocarpon、Verticilliumの形を取るものもあることが知られている。形は違うがいずれもフィアロ型の分生子形成型のものである。

## 分類の変遷と議論

### ランパーとスプリッター
フザリウム属の分類に関しては、Wollenweberの分類を起点とするが、種を細分する学派（スプリッター）と、大きくまとめる学派（ランパー）とに分かれて長年大きな論争が繰り広げられてきた。前者は、Wollenweberの直系の弟子たちに代表されるドイツ・ベルリンのドイツ農林生物学研究所を中心とした研究者たち、後者はToussounやNelsonら、Snyder & Hansenの弟子たちに代表されるアメリカのペンシルベニア州立大学を中心とした研究者たちであった。ところが1983年にペンシルベニア州立大学のNelson, Toussoun & Marasasは「FUSARIUM SPECIES」という、これまでのテキストとは異なるスプリッター派を支持する分類に基づいた書籍を出版した。これにより、両学派の方向性は概ね収束に向かった。

### 分子遺伝学的検討に基づく種の細分化

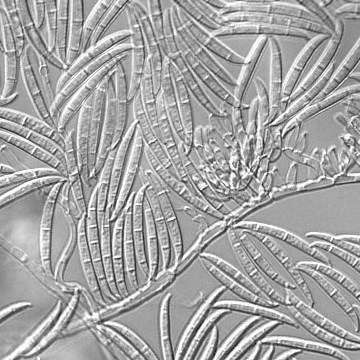
F. graminearum sensu strictoの分生子

近年は分子遺伝学的な検討が行われており、従来の種は複合種であるとされて、細分化された種が数多く提案されている。形態的には全く区別がつかなくても種として分けることを主張する研究者も多くいる。そのため種の数は飛躍的に増えており、2006年現在で百数十種、将来的には500種以上になると言われている。
種が細分化されている代表的な種にF. graminearumがある。従来は、北米に多く分布し、トウモロコシへの寄生性が強く、子のう殻を作りにくい系統（グループ1）と世界中に分布し麦類に寄生しやすいタイプ（グループ2）とに分けられる程度であったが、それぞれF. pseudograminearumとF. graminearumに分けられた上、さらにF. graminearumも複合種として、十数種に分けられている。さらに細分化された種の中に狭義のF. graminearumがあり、混乱を招きやすい。F. moniliformeの場合は、種が細分化された後に残った狭義のF. moniliformeに該当する種に対しては、混乱を避けるために同一学名の継続使用の停止が勧告され、優先権のあるF. verticillioidesへと名称変更された。

## 利害
植物質の上で腐生菌として生活するものがよく見られるが、樹液や汚水中に出るものもある。しかし、この菌は植物の病原菌となるものが数多く知られ、農業上の害が大きい。広い範囲の栽培植物が宿主となる。
なお、以下、種名のほとんどは現在では種複合種とされるグループを示す。

### 植物病原菌
F. oxysporumの寄生によって生じる導管病やF. solaniの寄生によって生じる根腐病などを総称して「フザリウム病」といい、それぞれの作物に現れる症状に応じて病名が付けられている。
具体的には以下のようなものがある。
- つる割病（ウリ科植物やサツマイモ）[1]
- 萎黄病（アブラナ科植物やイチゴ）[1]

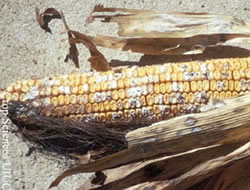
フザリウム属のカビが繁殖したトウモロコシ

- 萎ちょう病（トマト、ジャガイモ、ゴボウ、ホウレンソウ）[1]
- 半枯病（ナス）[1]
- 腐敗病（ハス）[1]
- 乾腐病（タマネギ、ジャガイモ）[1]
- 根腐病（インゲンマメ、エンドウ）[1]

特にF. oxysporumは多くの種類の作物で病原菌となり、寄生作物の導管内で繁殖して生育不良や茎葉の黄化、萎ちょうなどを引き起こし、最終的には枯死に至る。
一方、F. solaniは導管ではなく、植物の根や地際部の茎などに寄生して壊死や腐敗などを引き起こす。なお、サツマイモについてはF. solaniによる「かいよう病」とする報告例もあったが、分離検出方法の確立により、Streptomyces ipomoeaeに起因する土壌病害が主な原因とみられるようになり「サツマイモ立枯病」と呼ばれている。
防除対策としては、土壌の薬剤や熱による処理などの物理化学的防除法と、温度・土壌水分・施肥の管理、輪作、生物的防除などを含めた生態的防除法がある。

### 生産する毒素
フザリウム属のいくつかの種はカビ毒のマイコトキシンを産生する。おもなものには、トリコテセン系マイコトキシン（デオキシニバレノール、ニバレノール、T-2トキシン）、 ゼアラレノン、フモニシン、ブテノライドなどがある。
トリコテセン系マイコトキシンは、汚染された穀物を摂取することにより、食中毒性無白血球症 (ATA) と言われる中毒症状（悪心、嘔吐、腹痛、下痢、造血機能障害、免疫不全など）を起こす。ゼアラレノンは女性ホルモン様作用を持ち（環境ホルモン）、家畜に不妊、流産、外陰部肥大を引き起こす。

### ヒトの病原菌
免疫機能の低下した患者に重い深在性真菌症を引き起こす真菌として知られる。また、日本においては、眼や爪に病気を引き起こす真菌症の病原菌としても知られてきた。さらに、目に日和見感染する病原菌としても重要であり、角膜真菌症を引き起こす。
おもな病原種はF. oxysporum, F. solani, F. verticillioidesなどで、主要な植物病原菌と共通している。

### その他の被害
他に、フザリウムには昆虫、魚、エビなどの動物に寄生するものも知られている。そのなかには、養殖漁業において大きな被害を与えるものがある。
また、水中的な環境にも出現することから、台所や風呂場の排水溝周辺などに生育して赤い汚れになる場合がある。コンタクトレンズの洗浄剤に繁殖して被害を出した例もある。

## 樹木上のアカカビ
フザリウムのうち、一部の種は赤い色素を出すことで知られ、培養するとコロニーが赤や桃色に染まることがある。野外においても、そのために人を驚かせる場合がある。
樹木の傷から染み出る樹液には糖分などが含まれ、これを生育場所とする菌は数多く、まとめて樹液菌などと呼ばれる。特に酵母やそれに近縁なものが多く生息し、樹液が発酵しているのはよく知られていることであるが、時期が立つと次第に糸状菌も生育する。フザリウムもその中で多いものの一つであり、この菌がよく繁殖すると、その部分が赤や紅色に染まってしまう。この菌は古くからF. roseumであるとされてきた。しかし、現在では、これはF. aquaeductuumとされている。
これを外から見れば、樹皮の傷口やその周辺に樹液が染み出し、そこに菌類が繁殖して何やらブヨブヨの固まりとなり、これが赤く染まってしまうのである。特にミズキなどでは樹液の分泌が多いのか、傷口から下側に数十cmにもわたって赤いブヨブヨが広がる状態も見られる。古くは「木の切り傷から血が流れていた」などという記録があるのもこれであるらしい。この状態が長く続くことはなく、樹液の分泌が止まれば栄養の供給が断たれるから、次第に干からび、それに連れて菌の種類も変わり、最後は黒っぽくなって終わると言う。また、この状態でフザリウムの完全世代が見られることもあるとのこと。
なお、湿ったところに赤い色で繁殖するのはこのカビだけではない。不完全酵母のロドトルラ (Rhodotorula) などの場合も多いので、外見だけでの判断はできない。

## 人間の食物として
Fusarium venenatumを工業的に利用した代用肉製品に、英国Marlow Foodsで開発され、その後フィリピンのモンデ・ニッシン社から販売されているクォーン (肉の代替品)があり、2017年7月現在、北米・ヨーロッパ・アジア・オセアニア地域および南アフリカの18か国で入手可能となっている。成分はマイコプロテイン（微生物タンパク質）と表示されている。ヴィーガンに対応した製品もあるが、卵や牛乳が含まれているものもあり、注意が必要。また、フザリウムに対する食物アレルギーも存在する。

## 生物兵器
イエローレイン
1930 - 1940年代にソビエト連邦では、フザリウムに汚染された穀物によって多くの死者を出した。これに着目し研究を行ったと考えられ、アメリカ合衆国は生物兵器禁止条約後にソビエト連邦がラオス、カンボジア、アフガニスタンで「イエローレイン」と呼ばれる生物兵器製剤を散布して6千人以上を殺害したとして非難したが、ソビエト連邦側は単なる蜂の糞であろうと係争している。
麻薬根絶の除草剤
2000年に、ペルー共和国で麻薬の原料となるコカなどの農園でフザリウム・オキシスポラムによる被害が起きていたことから、アメリカは麻薬根絶のために菌ベースの除草剤を使用する提案がなされ可決された。生物兵器の使用と指摘されたことから、フザリウムの使用は放棄するとコメントした。2006年に法案通過後、フザリウム等を使用した除草剤がアメリカ国内の試験場で試用された。